# Eisgarn
Eisgarn ist eine Marktgemeinde mit 702 Einwohnern (Stand 1. Jänner 2025) im Bezirk Gmünd in Niederösterreich.

## Geografie
Eisgarn liegt im nördlichen Waldviertel in Niederösterreich sechs Kilometer nördlich von Heidenreichstein. Die Fläche der Marktgemeinde umfasst 22,49 Quadratkilometer. 42,73 Prozent der Fläche sind bewaldet.

### Gemeindegliederung
Das Gemeindegebiet umfasst folgende vier Ortschaften (in Klammern Einwohnerzahl Stand 1. Jänner 2025):
- Eisgarn (376)
- Groß-Radischen (206) samt Guggus und Teilhof
- Klein-Radischen (53)
- Wielings (67)

Die Gemeinde besteht aus den Katastralgemeinden Eisgarn, Groß-Radischen, Klein-Radischen und Willings.
Mit der NÖ. Kommunalstrukturverbesserung wurde zum 1. Jänner 1972 die Gemeinden Eisgarn, Großradischen und Wielings zur Gemeinde Eisgarn zusammengelegt.

### Nachbargemeinden
|          | Reingers                                    |        |
| Litschau | Kompassrose, die auf Nachbargemeinden zeigt | Eggern |
|          | Heidenreichstein                            |        |

## Geschichte
Eisgarn ist ein typischer Rodungsname und leitet sich vom altslawischen izgorje, das so viel wie ausgebrannte Stelle bedeutet, ab. Die Ortschaft wurde 1294 erstmals urkundlich erwähnt. Johann von Klingenberg, der für die finanzielle Unterstützung des Habsburgers Albrecht II. die Grafschaft Litschau als Pfand erhielt, gründete hier 1330 ein Kollegialstift.
Die Stiftung wurde 1344 vom Herzog bestätigt. Die bereits 1393 urkundlich erwähnte Schule im Stiftsgebäude besteht noch heute und zählt zu den ältesten Volksschulen Niederösterreichs.
1680 kam es zu einer Siedlungserweiterung durch die Gründung des Vordorfes von Propst Ezechiel Ludwig.
Eisgarn wurde 1930 zum Markt erhoben.
Laut Adressbuch von Österreich waren im Jahr 1938 in der Marktgemeinde Eisgarn ein Bäcker, ein Fleischer, drei Gastwirte, fünf Gemischtwarenhändler, zwei Glaser, ein Hafner, ein Landesproduktehändler, ein Schmied, ein Schneider und zwei Schneiderinnen, zwei Schuster, zwei Tischler, ein Wagner und mehrere Landwirte ansässig. Des Weiteren gab es die Wirkwarenfabrik J. Glück und Söhne.

### Einwohnerentwicklung
Wie viele Gemeinden im Waldviertel ist auch Eisgarn mit einem Bevölkerungsschwund konfrontiert. Während 1910 noch 1.449 Einwohner gezählt wurden, sank deren Zahl 1961 erstmals unter die 1.000er-Schwelle (989). Nach dem Ergebnis der Volkszählung 2001 gab es nur 694 Einwohner, 2011 nur noch 668. Der Rückgang beruht sowohl auf einer negativen Wanderungsbilanz als auch auf einer negativen Geburtenbilanz. In den letzten Jahren konnte Eisgarn die Einwohneranzahl wieder leicht vergrößern.
| Eisgarn: Einwohnerzahlen von 1869 bis 2025          | Eisgarn: Einwohnerzahlen von 1869 bis 2025 | Eisgarn: Einwohnerzahlen von 1869 bis 2025 | Eisgarn: Einwohnerzahlen von 1869 bis 2025 | Eisgarn: Einwohnerzahlen von 1869 bis 2025 |
| --------------------------------------------------- | ------------------------------------------ | ------------------------------------------ | ------------------------------------------ | ------------------------------------------ |
| Jahr                                                |                                            |                                            |                                            | Einwohner                                  |
| 1869                                                | 1869                                       |                                            | 1.224                                      | 1.224                                      |
| 1880                                                | 1880                                       |                                            | 1.419                                      | 1.419                                      |
| 1890                                                | 1890                                       |                                            | 1.319                                      | 1.319                                      |
| 1900                                                | 1900                                       |                                            | 1.367                                      | 1.367                                      |
| 1910                                                | 1910                                       |                                            | 1.449                                      | 1.449                                      |
| 1923                                                | 1923                                       |                                            | 1.225                                      | 1.225                                      |
| 1934                                                | 1934                                       |                                            | 1.210                                      | 1.210                                      |
| 1939                                                | 1939                                       |                                            | 1.171                                      | 1.171                                      |
| 1951                                                | 1951                                       |                                            | 1.114                                      | 1.114                                      |
| 1961                                                | 1961                                       |                                            | 989                                        | 989                                        |
| 1971                                                | 1971                                       |                                            | 943                                        | 943                                        |
| 1981                                                | 1981                                       |                                            | 862                                        | 862                                        |
| 1991                                                | 1991                                       |                                            | 754                                        | 754                                        |
| 2001                                                | 2001                                       |                                            | 694                                        | 694                                        |
| 2011                                                | 2011                                       |                                            | 668                                        | 668                                        |
| 2021                                                | 2021                                       |                                            | 689                                        | 689                                        |
| 2025                                                | 2025                                       |                                            | 702                                        | 702                                        |
| Quelle(n): Statistik Austria, Gebietsstand 1.1.2021 |                                            |                                            |                                            |                                            |

## Kultur und Sehenswürdigkeiten

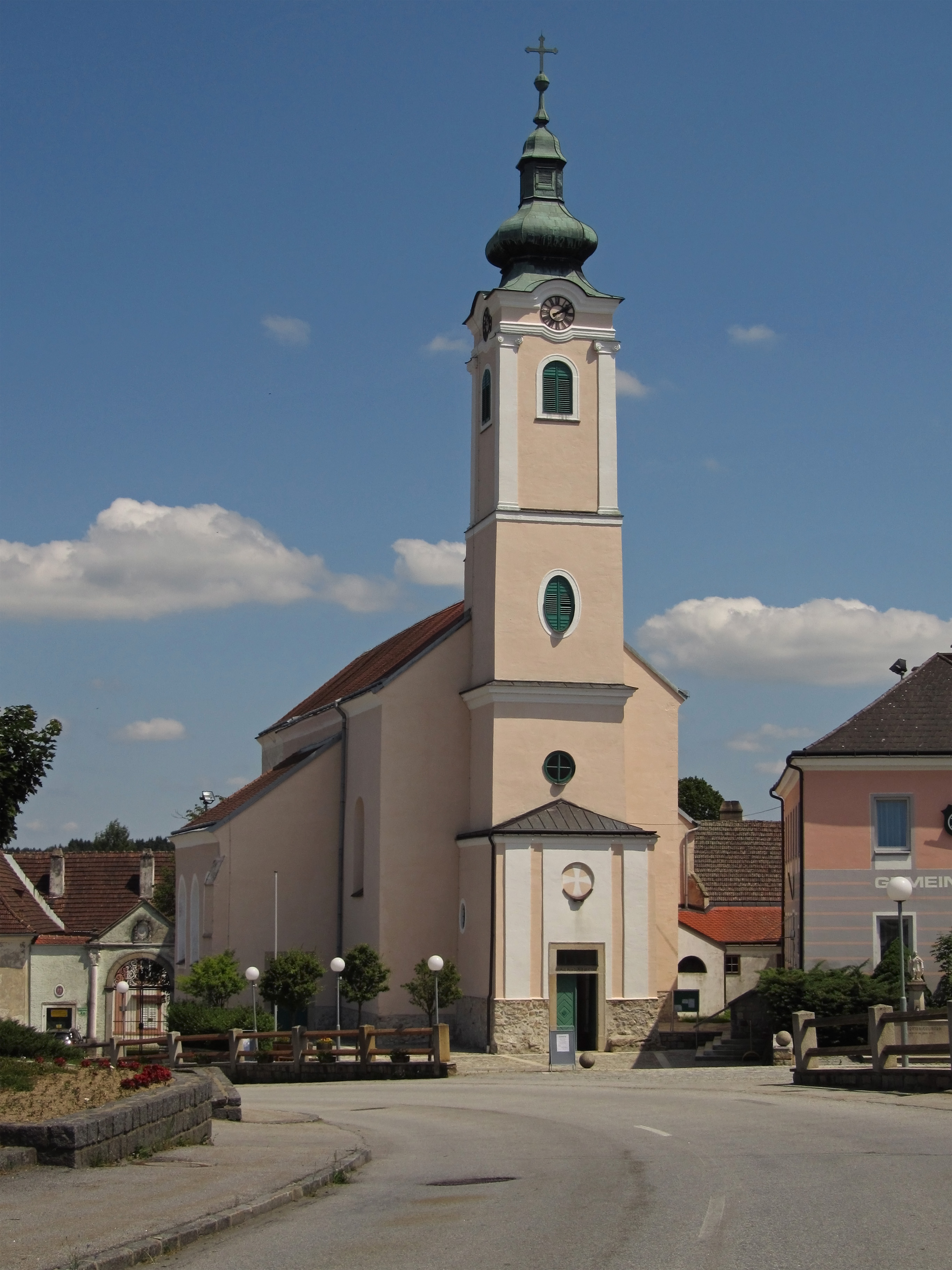
Eisgarner Stiftskirche

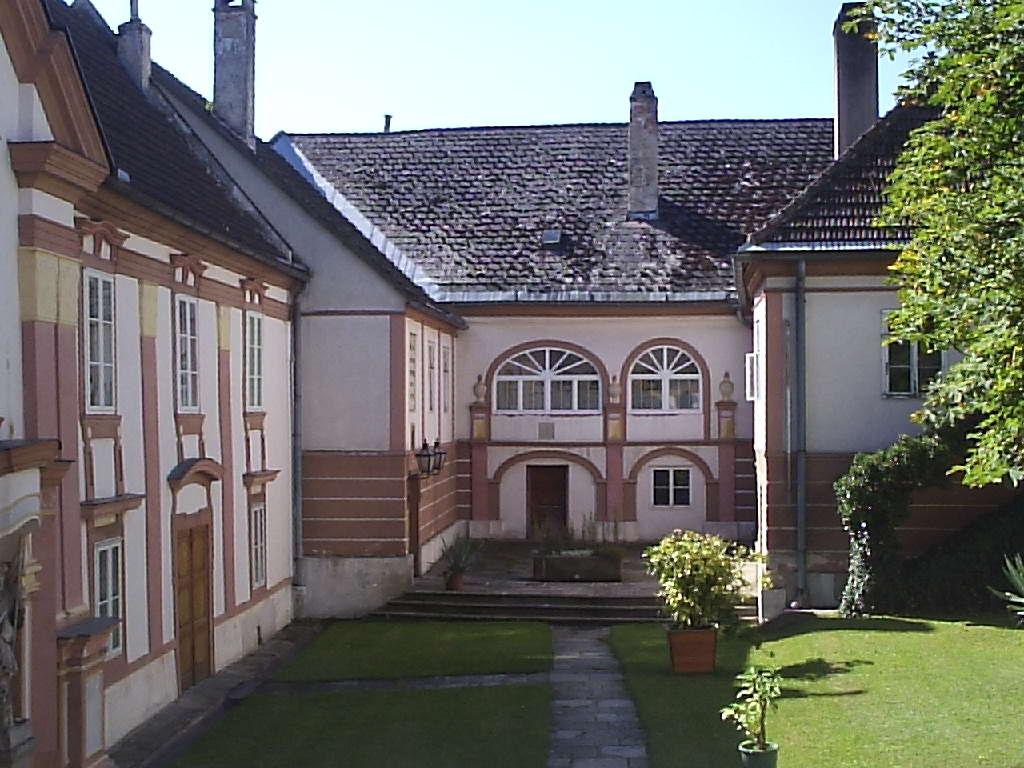
Kollegiatstift Eisgarn

- Pfarrkirche Mariae Himmelfahrt: An das Westwerk der wahrscheinlich 1330/40 aus dem Umbau und der Erweiterung einer romanischen Marienkirche entstandenen gotischen Kirche wurde 1765–1782 ein barocker Turm mit Zwiebelhelm gebaut. 1999 wurden die Pfarrkirche generalsaniert.
- Propsteihof: gotischer Kern aus dem 14. Jahrhundert
- Kolomanistein

## Wirtschaft und Infrastruktur
In der Gemeinde Eisgarn gibt es 59 land- und forstwirtschaftliche Betriebe, davon sind 29 Haupterwerbsbetriebe (Stand 2010). Im Produktionssektor geben vier Betriebe 37 Personen Arbeit, hauptsächlich bei der Herstellung von Waren. Im Dienstleistungssektor beschäftigen 20 Betriebe 61 Arbeitnehmer, vorwiegend im Handel (Stand 2011).
Der größte Arbeitgeber im Ort ist das Raiffeisen Lagerhaus.

### Bildung
In der Gemeinde Eisgarn gibt es einen Kindergarten und eine Volksschule.

### Gesundheit
Für die gesundheitliche Versorgung der Bevölkerung steht in der Gemeinde ein praktischer Arzt zur Verfügung.

## Politik

### Gemeinderat
Der Gemeinderat hat 15 Mitglieder.
- Nach den Gemeinderatswahlen in Niederösterreich 1990 hatte der Gemeinderat folgende Verteilung: 10 ÖVP und 5 SPÖ.
- Nach den Gemeinderatswahlen in Niederösterreich 1995 hatte der Gemeinderat folgende Verteilung: 11 ÖVP und 4 SPÖ.[11]
- Nach den Gemeinderatswahlen in Niederösterreich 2000 hatte der Gemeinderat folgende Verteilung: 11 ÖVP und 4 SPÖ.[12]
- Nach den Gemeinderatswahlen in Niederösterreich 2005 hatte der Gemeinderat folgende Verteilung: 10 ÖVP und 5 SPÖ.[13]
- Nach den Gemeinderatswahlen in Niederösterreich 2010 hatte der Gemeinderat folgende Verteilung: 9 ÖVP und 6 SPÖ.[14]
- Nach den Gemeinderatswahlen in Niederösterreich 2015 hatte der Gemeinderat folgende Verteilung: 10 ÖVP und 5 SPÖ.[15]
- Nach den Gemeinderatswahlen in Niederösterreich 2020 hatte der Gemeinderat folgende Verteilung: 11 ÖVP und 4 SPÖ.[16]
- Nach den Gemeinderatswahlen in Niederösterreich 2025 hat der Gemeinderat folgende Verteilung: 11 ÖVP, 3 SPÖ und 1 FPÖ.[17]

### Bürgermeister
- 1993 bis 1997 Franz Fürnsinn (ÖVP)[18][19]
- 1997 bis 2010 Karl Brunner (ÖVP)
- 2010 bis 2013 Karl Mader (ÖVP)
- seit 2014 Günter Schalko (ÖVP)

### Wappen
In einem grünen Schilde erscheint ein sechsspeichiges silbernes Wagenrad.

### Gemeindepartnerschaften

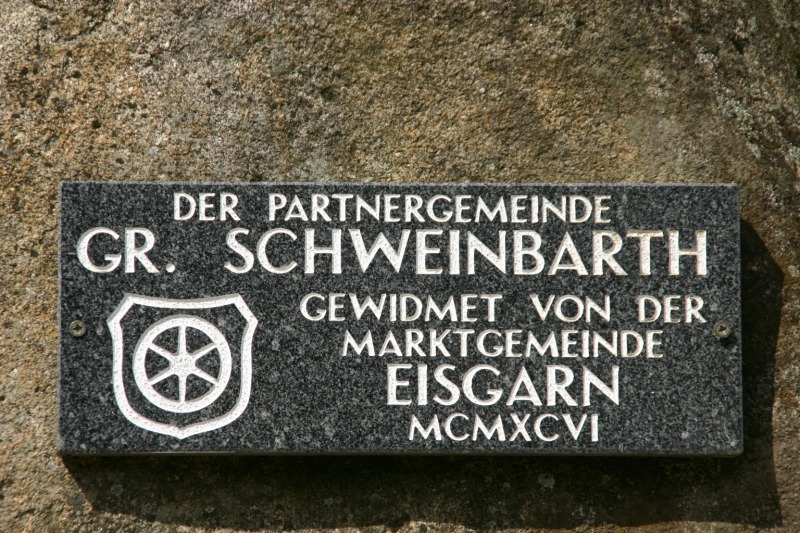
Partnerschaftsstein Gemeinde Eisgarn

Seit 18. August 1996 besteht eine Partnerschaft mit der Marktgemeinde Groß-Schweinbarth im Bezirk Gänserndorf, welche unter Bgm. Franz Fürnsinn mit einem Festakt in Eisgarn begründet wurde.

## Persönlichkeiten

### Ehrenbürger der Gemeinde
- Ulrich Küchl (* 1943), Prälat, Pfarrer i.R. von Eisgarn und Altpropst des Stiftes Eisgarn
- Franz Eglau (1920–2018), Tischlermeister i.R.
- Ignaz Haimerl (1910–1987), Oberschulrat

### Ehrenringträger der Gemeinde
- Franz Fürnsinn (1932–2013), Zollwachebeamter i.R., Bürgermeister, Vizebürgermeister, Gemeindeparteiobmann[21][22]